# Wereldkampioenschappen wielrennen 1923
Het wereldkampioenschap wielrennen op de weg van 1923 werd gehouden in het Zwitserse Zürich. Het wereldkampioenschap op de weg vond plaats op 25 augustus en was voorbehouden voor amateurs. Het werd het eerste wereldkampioenschap dat in huidige koersvorm werd gereden nadat de eerste twee edities door een lange tijdrit werden betwist. De Italiaan Libero Ferrario won een groepsspurt en werd wereldkampioen. Beste Belg was Henri Hoevenaers (17e) en beste Nederlander Jan Maas (21e in 5 u. 12 min. 28 sec.).

## Uitslag
| Plaats | Renner              | Land        | Tijd                          |
| ------ | ------------------- | ----------- | ----------------------------- |
| 1      | Libero Ferrario     | Italië      | 164 km in 5 u. 0 min. 25 sec. |
| 2      | Othmar Eichenberger | Zwitserland | op 3 lengten                  |
| 3      | Georges Antenen     | Zwitserland | z.t.                          |
| 4      | Luigi Magnotti      | Italië      | z.t.                          |
| 5      | Achille Souchard    | Frankrijk   | z.t.                          |
| 6      | André Leducq        | Frankrijk   | z.t.                          |
| 7      | Ermanno Vallazza    | Italië      | z.t.                          |
| 8      | Georges Wambst      | Frankrijk   | +1'35                         |
| 9      | Nello Ciaccheri     | Italië      | +2'53                         |
| 10     | Karl Senn           | Zwitserland | z.t.                          |